# Francia ai XIX Giochi olimpici invernali

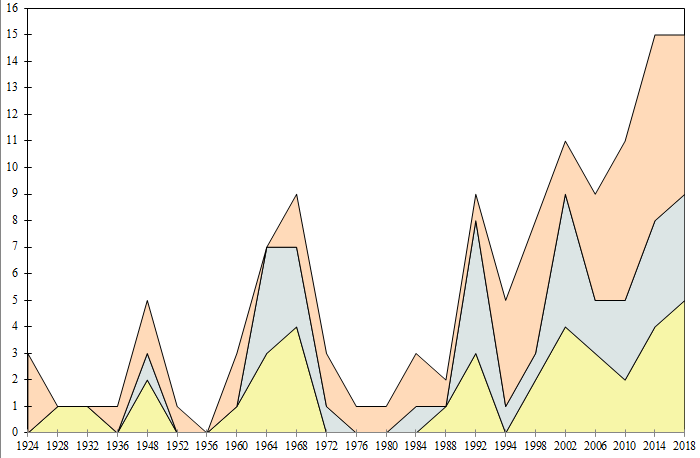
Grafico aumento popolarità olimpiadi

La Francia partecipò ai XIX Giochi olimpici invernali, svoltisi a Salt Lake City, Stati Uniti, dall'8 al 24 febbraio 2002, con una delegazione di 114 atleti impegnati in quindici discipline.